# Daniel Ballard
Daniel George Ballard (ur. 22 września 1999 w Stevenage) – północnoirlandzki piłkarz angielskiego pochodzenia, występujący na pozycji obrońcy w angielskim klubie Sunderland oraz w reprezentacji Irlandii Północnej. Wychowanek Arsenalu, w trakcie swojej kariery grał też w takich zespołach jak Swindon Town, Blackpool oraz Millwall.